# Amirlin Tron (Točak vremena)
Amirlin Tron je titula u izmišljenom svetu Točka vremena, svetu koji je stvorio američki pisac Robert Džordan.
Amirlin Tron, ili Amirlin, kako se često skraćuje naziv ove titule, je vođa Aes Sedai u Tar Valonu. Bira se od strane Dvorane Kule doživotno, i raskida sve veze sa svojim Ađahom, sve u cilju toga da "istovremeno pripada svakom Ađahu, i ne pripada ni jednom". Njena reč predstavlja autoritet među Aes Sedai, iako ona može biti smenjena od strane onih koji su je i izabrali, Zasedača iz Dvorane Kule.
Na mestu Amirlin Tron može ntii samo žena koja može da usmerava, i samo ona koja pripada Beloj Kuli. Zakoni Bele Kule podrazumevaju da Amirlin Tron bude Aes Sedai pošto je uzdignuta, ali ovo ne predstavlja preduslov za uzdizanje. Ova rupa u zakonu je iskorišćena kako bi Egvena al’Vera bila uzdignuta na tu poziciju, od strane Salidarskih Aes Sedai.
Za vreme Doba Legendi, vođa Aes Sedai se nazivao Prvi među Slugama (kao na primer Lijus Terin Telamon), i on je pandan današnjoj Amirlin Tron. Prvi među Slugama su nosili Tamirlin prsten. "Amirlin" je verovatno iskvareni oblik ove reči Starog jezika, iako je takođe moguće da je ovo aluzija na čarobnjaka Merlina, baš kao što je Tar Valon najverovatnije aluzija na Avalon.

## Lista Amirlin Tron
Sledeća lista obuhvata sve Aes Sedai koje su bile na ovoj funkciji od 939. godine posle Slamanja Sveta.
1. Bonvin Merajgdin (Crveni Ađah)
2. Deana Ariman (Plavi Ađah)
3. Selama Nekojne (Zeleni Ađah)
4. Rabajn Marušta (Beli Ađah)
5. Dalajna Ndaje (Sivi Ađah)
6. Edarna Noregovna (Plavi Ađah)
7. Balandare Arandajle (Smeđi Ađah)
8. Medanor Eramandos (Sivi Ađah)
9. Kijosa Natomo (Zeleni Ađah)
10. Katala Lukanvale (Žuti Ađah)
11. Elisa Strang (Sivi Ađah)
12. Komara Zepava (Plavi Ađah)
13. Serenija Latar (Sivi Ađah)
14. Doniella Alievin (Smeđi Ađah)
15. Alijana Senikan (Beli Ađah)
16. Suilin Eskanda (Plavi Ađah)
17. Nirela Kojkdevin (Zeleni Ađah)
18. Išara Navan (Plavi Ađah)
19. Kerila Marodred (Sivi Ađah)
20. Igajne Luin (Smeđi Ađah)
21. Beril Marle (Beli Ađah)
22. Eldaja Tolen (Plavi Ađah)
23. Alvera Ramosanija (Žuti Ađah)
24. Šejn Čunla (Zeleni Ađah)
25. Gera Kišar (Sivi Ađah)
26. Varuna Morigan (Zeleni Ađah)
27. Semaila Sorentajne (Sivi Ađah)
28. Marasale Juren (Žuti Ađah)
29. Feragajne Saralman (Plavi Ađah)
30. Mirijam Kopan (Zeleni Ađah)
31. Zeranda Tirim (Smeđi Ađah)
32. Parenija Demale (Sivi Ađah)
33. Serejla Bagand (Beli Ađah)
34. Aleis Romlin (Zeleni Ađah)
35. Kirin Melvaj (Smeđi Ađah)
36. Noana Masadim (Plavi Ađah)
37. Tamra Ospenija (Plavi Ađah)
38. Sijerin Vaju (Sivi Ađah)
39. Marit Džaen (Plavi Ađah)
40. Sijuan Sanče (Plavi Ađah)
41. Elaida a’Rojhan (Crveni Ađah) - Amirlin Tron Bele Kule u Tar Valonu
42. Egvena al’Vera (Nije bila ni u jednom Ađahu) - Amirlin Tron Kule u Salidaru

## Literatura
- Robert Jordan's The Wheel of Time series Архивирано на веб-сајту  (5. март 2013)
- [мртва веза]